# Enyalioides palpebralis
Enyalioides palpebralis är en ödleart som beskrevs av  George Albert Boulenger 1883. Enyalioides palpebralis ingår i släktet Enyalioides och familjen Hoplocercidae. Inga underarter finns listade i Catalogue of Life.